# Emil Hácha

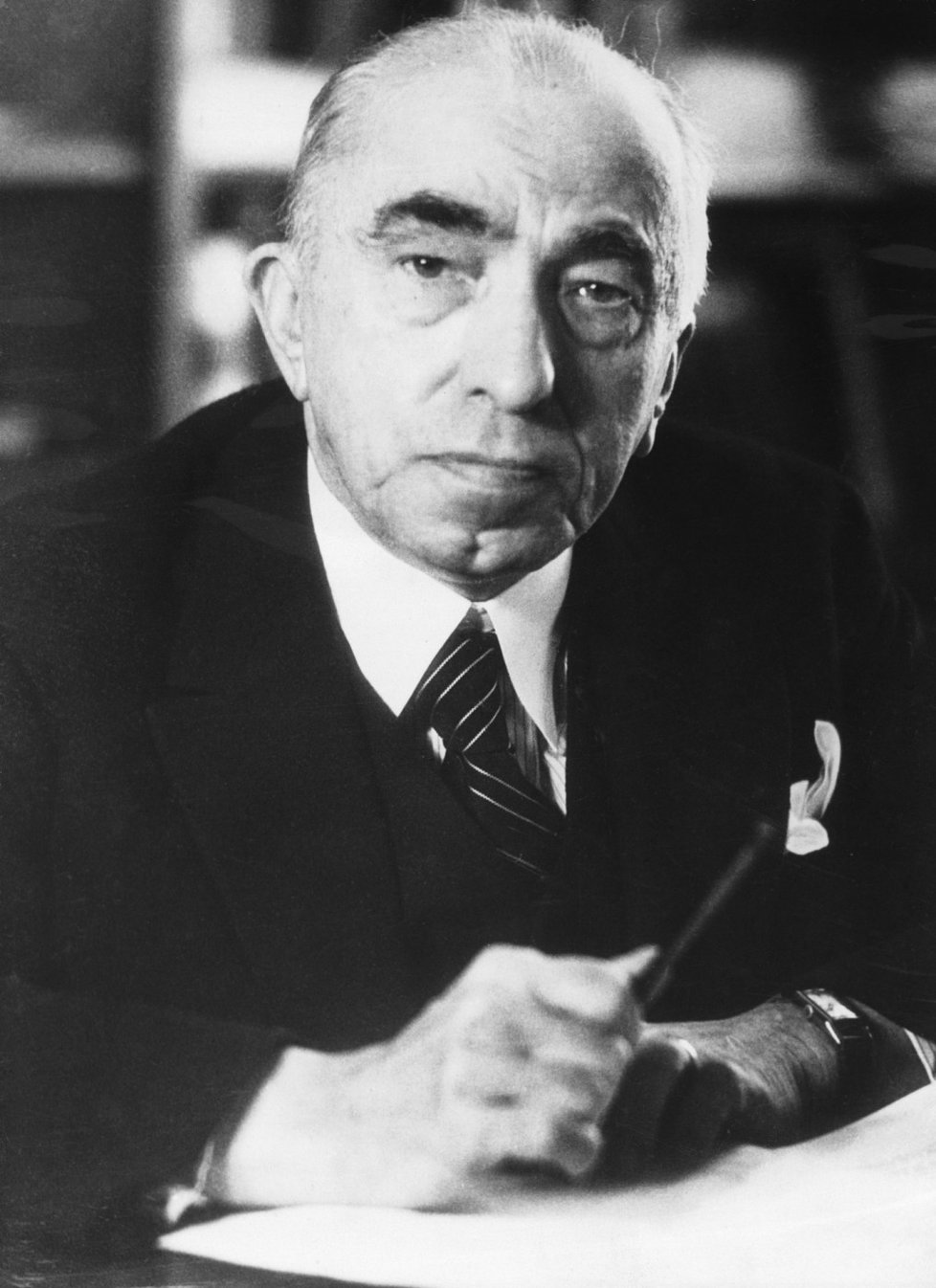
Emil Hácha (1940er Jahre)

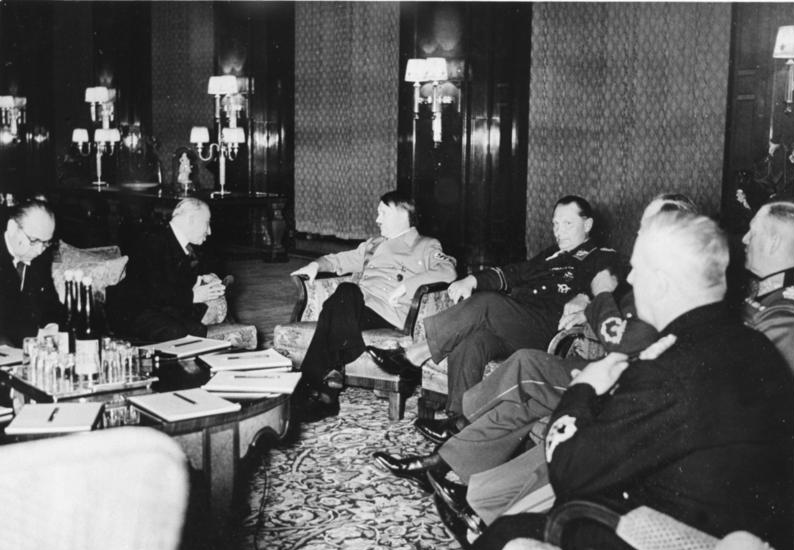
Hácha mit Hitler und Göring (Berlin, 1939)

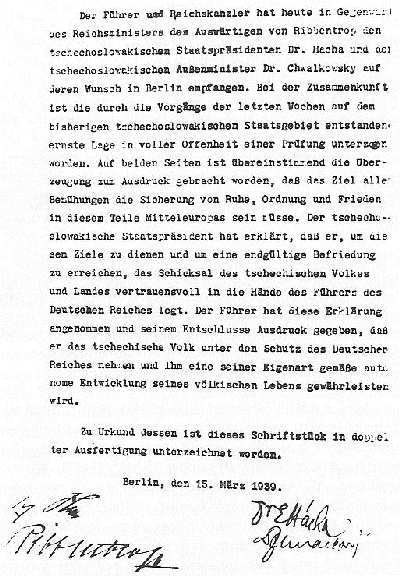
Die deutsch-tschechoslowakische Erklärung vom 15. März 1939 mit den Unterschriften von Adolf Hitler, Ribbentrop, Dr. E. Hácha und Dr. Chvalkovsky.

Emil Hácha (* 12. Juli 1872 in Trhové Sviny; † 27. Juni 1945 in Prag) war ein tschechischer Jurist, Politiker, Lyriker, Übersetzer und gewählter Präsident der Tschecho-Slowakischen Republik (1938–1939). Mit der Errichtung des Protektorats Böhmen und Mähren zum 15. März 1939 wurde er zum Oberhaupt der formal autonomen Verwaltung dieses Gebiets des Großdeutschen Reiches bestimmt. Als Staatspräsident amtierte Hácha bis zum Ende des Zweiten Weltkrieges 1945.

## Leben
Hácha absolvierte das Studium der Rechtswissenschaften an der Karls-Universität Prag und schloss dieses 1896 mit dem Doktorgrad ab. Anschließend arbeitete er als Jurist für den Böhmischen Landesausschuss.
Kurz nach dem Beginn des Ersten Weltkrieges wurde er zum Rat des österreichischen Verwaltungsgerichtshofes, ab 1918 war er Mitglied und in den Jahren 1925–1938 Präsident des Obersten Verwaltungsgerichts der Tschechoslowakei. Nach dem Münchner Abkommen und dem darauf folgenden Rücktritt von Edvard Beneš wurde Hácha am 30. November 1938 von der Nationalversammlung (mit 273 Stimmen bei 39 Enthaltungen) und dem Senat zum dritten Präsidenten der Tschechoslowakei gewählt.
Nach der Unabhängigkeitserklärung der Slowakei wurde er am 14. März 1939 zu Verhandlungen mit Adolf Hitler nach Berlin bestellt und von diesem und Hermann Göring u. a. unter Androhung der Bombardierung tschechischer Städte so massiv unter Druck gesetzt („háchaisiert“, wie Hitler eine solche Behandlung später nannte), dass er nach einem Schwächeanfall am frühen Morgen des 15. März der Besetzung seines Landes durch deutsche Truppen zustimmte. Nach dem Münchner Abkommen, bei dem die Tschechoslowakei das mehrheitlich deutsch besiedelte Sudetenland an das Deutsche Reich abtreten musste, weiteren Gebietsverlusten an Ungarn (Oberungarn) und Polen (Olsagebiet), der Abspaltung der Slowakei und dem deutschen Einmarsch wurde das übrig gebliebene Gebiet der Tschechoslowakei („Rest-Tschechei“) am 16. März 1939 zum „Protektorat Böhmen und Mähren“ erklärt. Hácha fungierte nunmehr als „Oberhaupt der autonomen Verwaltung“, die tatsächlich dem deutschen Reichsprotektor in Böhmen und Mähren unterstand.
Zunächst stand Hácha auch noch in Kontakt mit der Exilregierung unter Edvard Beneš in London. Ab 1941 wurde er von der Besatzungsmacht immer stärker isoliert und unter Druck gesetzt. Infolge seines sich ständig verschlechternden Gesundheitszustandes (er litt unter Arteriosklerose) war er ab 1943 kaum noch in der Lage, sein Amt auszuüben, wurde aber von der deutschen Besatzungsmacht als Symbol weiter benötigt und benutzt. Nach dem Abzug der Wehrmacht und der Wiederherstellung der Tschechoslowakei 1945 wurde er am 13. Mai 1945 im Schloss Lány in Untersuchungshaft genommen. Er starb wenige Wochen später unter nicht ganz geklärten Umständen im Krankenhaus des Gefängnisses Pankrác.
Er ist auf dem Vinohrady-Friedhof in Prag begraben.